# Hans-Georg Wenzel

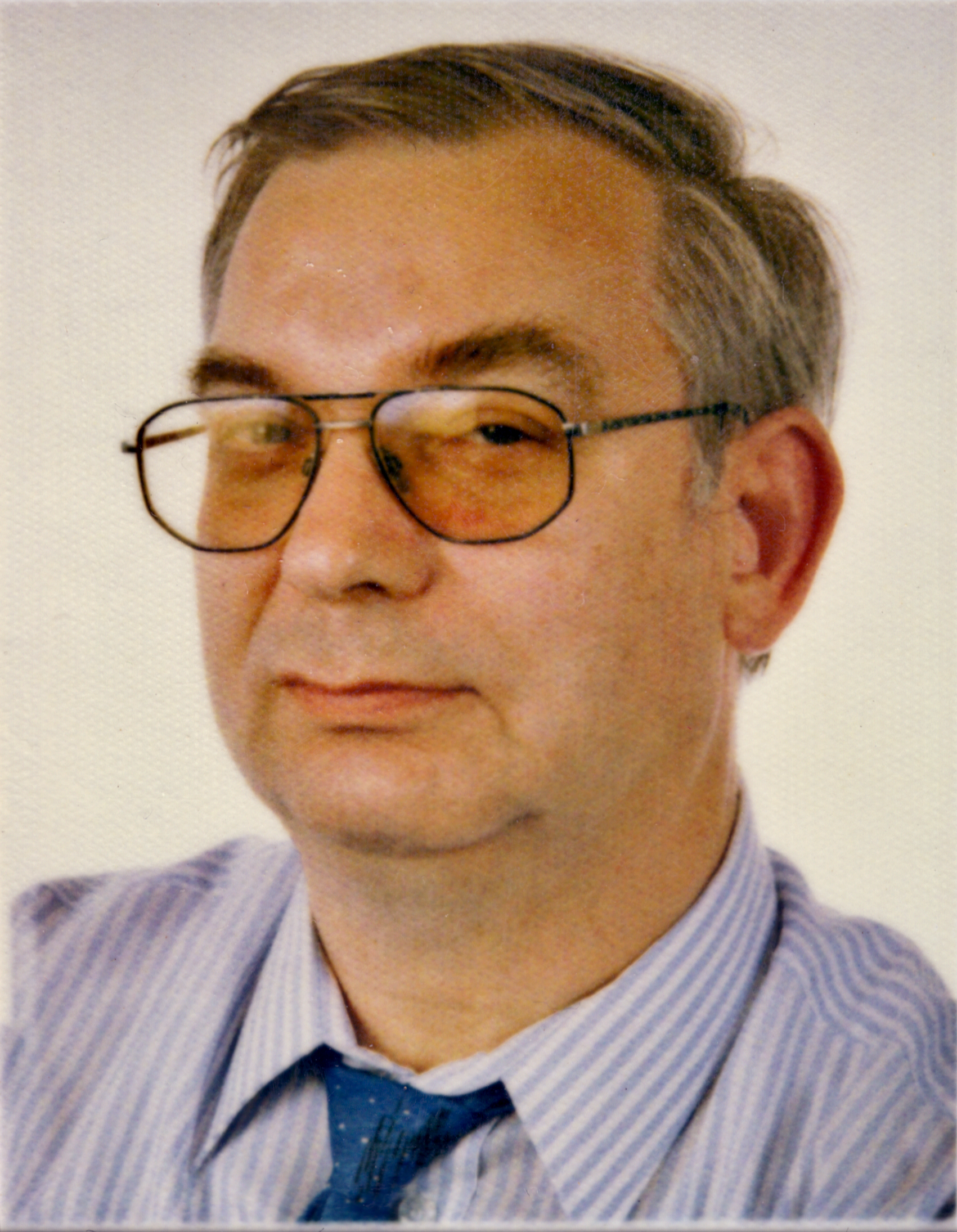
Hans-Georg Wenzel 1998

Hans-Georg Wenzel (* 3. Februar 1945 in Hahnenklee-Bockswiese; † 11. November 1999 in Wennigsen) war ein deutscher Geodät, Geophysiker und Hochschullehrer. Sein wichtigstes Arbeitsgebiet war die Physikalische Geodäsie, wo er nach der Dissertation über Erdgezeiten mit geophysikalischen Messungen bis hin zu globalen Modellen des Erdschwerefeldes tätig war.

## Leben
Von 1962 bis 1964 machte Wenzel eine Ausbildung zum Vermessungstechniker. Bis 1967 studierte er Vermessungswesen an der Staatlichen Ingenieurschule für Bauwesen in Essen und an der Technischen Hochschule Hannover, die er 1972 mit dem Grad des Dipl.-Ing. abschloss. Anschließend war er am Institut für Erdmessung der Universität Hannover zunächst als wissenschaftlicher Mitarbeiter, später als wissenschaftlicher Assistent, Oberingenieur und schließlich als Akademischer Rat tätig. 1985 habilitierte er sich mit seiner Arbeit Hochauflösende Kugelfunktionsmodelle für das Gravitationspotential der Erde. 1988 wurde er als Professor für Gravimetrie und Geodynamik an das Geodätische Institut der Universität Karlsruhe und zum Direktor des im ehemaligen Bergwerk Grube Anton untergebrachten Geowissenschaftlichen Gemeinschaftsobservatoriums der Universitäten Karlsruhe und Stuttgart in Schiltach im Schwarzwald berufen. Seit 1987 engagierte sich Wenzel im Vorstand der International Association of Geodesy, deren Sektionen Schwerefeldbestimmung er von 1991 bis 1995 und Internationale Erdgezeitenkommission von 1995 bis 1999 als Präsident vorstand. Weiterhin engagierte er sich von 1987 bis 1995 in den Vorständen des Internationalen Gravimetrischen Büros und seit 1996 der Federation of the Astronomical and Geophysical Data and Analysis Services (FAGS). Am 1. März 1999 wurde Wenzel als Nachfolger des Ordinarius Wolfgang Torge an die Universität Hannover berufen.
Kurz nach seiner Berufung, Ende 1999, starb er unerwartet.

## Leistungen
Hans-Georg Wenzel war langjährig in der Geodäsie vor allem durch seine bahnbrechenden Kugelfunktions-Entwicklungen des Schwerepotentials bekannt, die er 1984 begann und zu immer höherer Auflösung weiterführte. Sie bildeten einen wichtigen Beitrag zur Geophysik und Geodynamik, aber auch für die regionale und globale Geoidbestimmung. In seiner Forschungslaufbahn veröffentlichte Wenzel mehr als 150 Publikationen zur globalen Erdgezeitenforschung, Erdschwerefeldforschung und Geodynamik.
Im Mai 2000 verlieh die Earth Tide Commission Hans-Georg Wenzel posthum die ETC Medal Award.

## Publikationen (Auswahl)
- Zur Genauigkeit von gravimetrischen Erdgezeitenbeobachtungen. Lehrstühle für Geodäsie, Photogrammetrie und Kartographie an der Technischen Universität Hannover, Hannover 1976 (Dissertation).
- Zusammen mit Franz Monka, Wolfgang Torge, Georg Weber: Gravimetric, altimetric and astrogeodetic geoid determinations in the North Sea region. Lehrstühle für Geodäsie, Photogrammetrie und Kartographie an der Technischen Universität Hannover, Hannover 1978 (Berichte über Ergebnisse von Forschungsarbeiten zum SEASAT-A-Nordsee-Projekt).
- Zusammen mit Wolfgang Torge: Dreidimensionale Ausgleichung des Testnetzes Westharz. In: Deutsche Geodätische Kommission bei der Bayerischen Akademie der Wissenschaften (Hrsg.): Angewandte Geodäsie, Reihe B. Nr. 234. Beck, München 1978, ISBN 3-7696-8532-6.
- Gravimetric vertical deflection determination for the North Sea region. (GVDNS 1). In: Deutsche Geodätische Kommission bei der Bayerischen Akademie der Wissenschaften (Hrsg.): Angewandte Geodäsie, Reihe B. Nr. 235. Beck, München 1978, ISBN 3-7696-8533-4.
- Zusammen mit Franz Monka, Wolfgang Torge, Georg Weber: Improved Vertical Deflection and Geoid Determination in the North Sea Region. Lehrstühle für Geodäsie, Photogrammetrie und Kartographie an der Technischen Universität Hannover, Hannover 1979.
- Zusammen mit Wolfgang Torge, Georg Weber: Determination of 12' x 20' Mean Free Air Gravity Anomalies for the North Sea Region. Hrsg.: Deutsche Geodätische Kommission bei der Bayerischen Akademie der Wissenschaften (= Angewandte Geodäsie, Reihe B. Nr. 247). Beck, München 1980, ISBN 3-7696-8541-5.
- Zusammen mit Erich Kanngieser, K. Kummer, Wolfgang Torge: Das Gravimeter–Eichsystem Hannover. Nr. 120. Fachrichtung Vermessungswesen der Universität Hannover, Hannover 1983.
- Hochauflösende Kugelfunktionsmodelle für das Gravitationspotential der Erde. In: Wissenschaftliche Arbeiten der Fachrichtung Vermessungswesen der Universität Hannover. Nr. 137. Geodätisches Institut der Universität Hannover, Hannover 1985 (Habilitationsschrift).
- Zusammen mit Heiner Denker, Wolfgang Torge J. Ihne, U. Schirmer: Investigation of Different Methods for the Combination of Gravity and GPS-Levelling Data. In: K. P. Schwarz (Hrsg.): Geodesy beyond 2000 - The Challenges of the First Decade, IAG Symposia. Nr. 121. Springer, Berlin/Heidelberg/New York 1999, ISBN 3-540-67002-5, S. 137 ff.

### Herausgeberschaft
- zusammen mit Wolfgang Zick (Hrsg.): Geodäsie - Technik für Raum und Recht: Kongreßdokumentation der Fachvorträge / 81. Deutscher Geodätentag 1997 in Karlsruhe. Wittwer, Stuttgart 1997, ISBN 3-87919-254-5.